# Chono

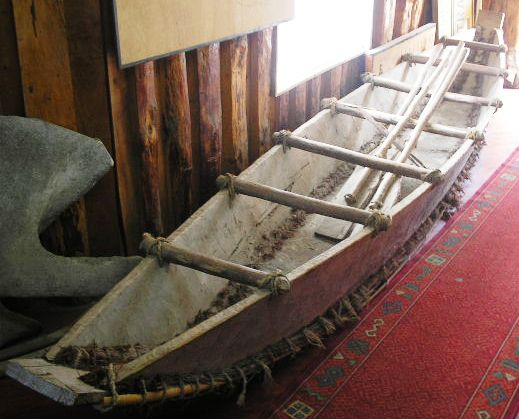
Rekonstrukcja dalki (łodzi) używanej przez lud Chono w Muzeum Etnograficznym w Dalcahue (Chile)

Chono, Czono – niewielka grupa Indian zamieszkujących w czasach prekolumbijskich południowe Chile – między zatokami Corcovado a Penas, głównie archipelag Chonos. Ich istnienie notowano jeszcze pod koniec XIX wieku. Obecnie zupełnie wymarli. Prowadzili koczowniczy tryb życia, zajmując się zbieractwem, rybołówstwem i myślistwem. Udomowili psa rasy fuego, który pomagał im w polowaniach i którego długą sierść wykorzystywali do rzemieślniczej produkcji tkanin, mieszając ją z włóknami roślinnymi. W okresie kolonialnym uprawiali dodatkowo kukurydzę i jęczmień oraz hodowali owce i kozy.